# Poqomchí (etnia)
Poqomchí es una etnia de origen maya de Guatemala. Su lengua indígena es también llamada poqomchí, y se relaciona con las lenguas quichés y pocomames. El poqomchí se habla en el departamento de Baja Verapaz en el municipio de Purulhá y en el departamento de Alta Verapaz en los municipios de Santa Cruz Verapaz, San Cristóbal Verapaz, Tactic, Tamahú y Tucurú. También se habla en Chicamán en El Quiché.

## Ubicación
Actualmente los descendientes poqomchíes se encuentran en las localidades de San Cristóbal Verapaz, Santa Cruz Verapaz, Tactic, y parte de Tucurú, Tamahú en Alta Verapaz. Hay gente poqomchí en Purulhá, Baja Verapaz y parte de Uspantán en el departamento de Quiché. En la actualidad hay cerca de 94 714 hablantes.

## Historia
Durante el período post-clásico, el pueblo poqom desarrolló varios centros ceremoniales urbanizados, como Mogote Choloxcoc, Panprisión, Chuitinamit o Tzaq Poqoma, y Kajyup que se encuentra cerca de Rabinal. Los centros de los poqomchíes, se encontraron en los pueblos que en la actualidad se conocen como Tactic, Tucurú, Tamahú. En cambio el centro poqomam se encuentra en Chinautla. Chuitinamit, se encuentra cerca de Rabinal; se cree era el lugar original de San Cristóbal Verapaz.

### Descendencia
El poqomchí y el poqomam son descendientes de un mismo árbol: el nim poqom o poqom maya. Este último tuvo un centro principal llamado Tzaq Chuitinamit Poqoma. La presencia violenta de los quichés ahora se conoce como achíes, fue la principal causa de la dispersión de la poqom pueblo maya y la división en dos pueblos iguales, pero diferentes: el "poqomchí" y "poqomam".
El idioma poqomchi’ proviene del tronco protomaya oriental, de la rama lingüística k’iche mayor y del grupo lingüístico poqom.

#### Palabras
| Español | Poqomchi’    |
| ------- | ------------ |
| mamá    | Tutb’ees     |
| papá    | ajawb’ees    |
| hija    | ixq’unb’ ees |
| hijo    | ak’unb’ees   |
| comida  | k’uxb’al     |
| agua    | ha’          |
| Dios    | Ajaw         |

#### Frases
| Español       | Poqomchi’    |
| ------------- | ------------ |
| Buenos días   | K’aleen      |
| Buenas tardes | Nik’ wach    |
| ¿Cómo estás?  | ¿Chih inkin? |
| Te quiero     | Tiwaaj       |

### Extensión
En el siglo XVI el territorio poqomchí fue tan grande que se extendía desde San Cristóbal Verapaz a Panzós, y desde Chama a Santa Ana.